# Guiseniers
Guiseniers ist eine französische Gemeinde mit 488 Einwohnern (Stand: 1. Januar 2022) im Département Eure in der Region Normandie. Sie gehört zum Arrondissement Les Andelys und zum Kanton Les Andelys. Die Einwohner werden Guisenois genannt.

## Nachbargemeinden
Guiseniers liegt etwa 45 Kilometer südöstlich von Rouen.
Nachbargemeinden von Guiseniers sind Les Andelys im Norden und Westen, Harquency im Norden und Nordosten, Vexin-sur-Epte im Osten, Mézières-en-Vexin im Süden sowie Hennezis im Westen und Südwesten.

## Bevölkerungsentwicklung
| Jahr                      | 1962 | 1968 | 1975 | 1982 | 1990 | 1999 | 2006 | 2013 |
| Einwohner                 | 325  | 289  | 237  | 291  | 388  | 382  | 418  | 445  |
| Quelle: Cassini und INSEE |      |      |      |      |      |      |      |      |

## Sehenswürdigkeiten
- Kirche Saint-Denis aus dem 12. Jahrhundert, Monument historique seit 1954
- Pfarrhaus
- Herrenhaus aus dem 16. Jahrhundert, Monument historique seit 1954
- Herrenhaus La Bucaille aus dem 17. Jahrhundert

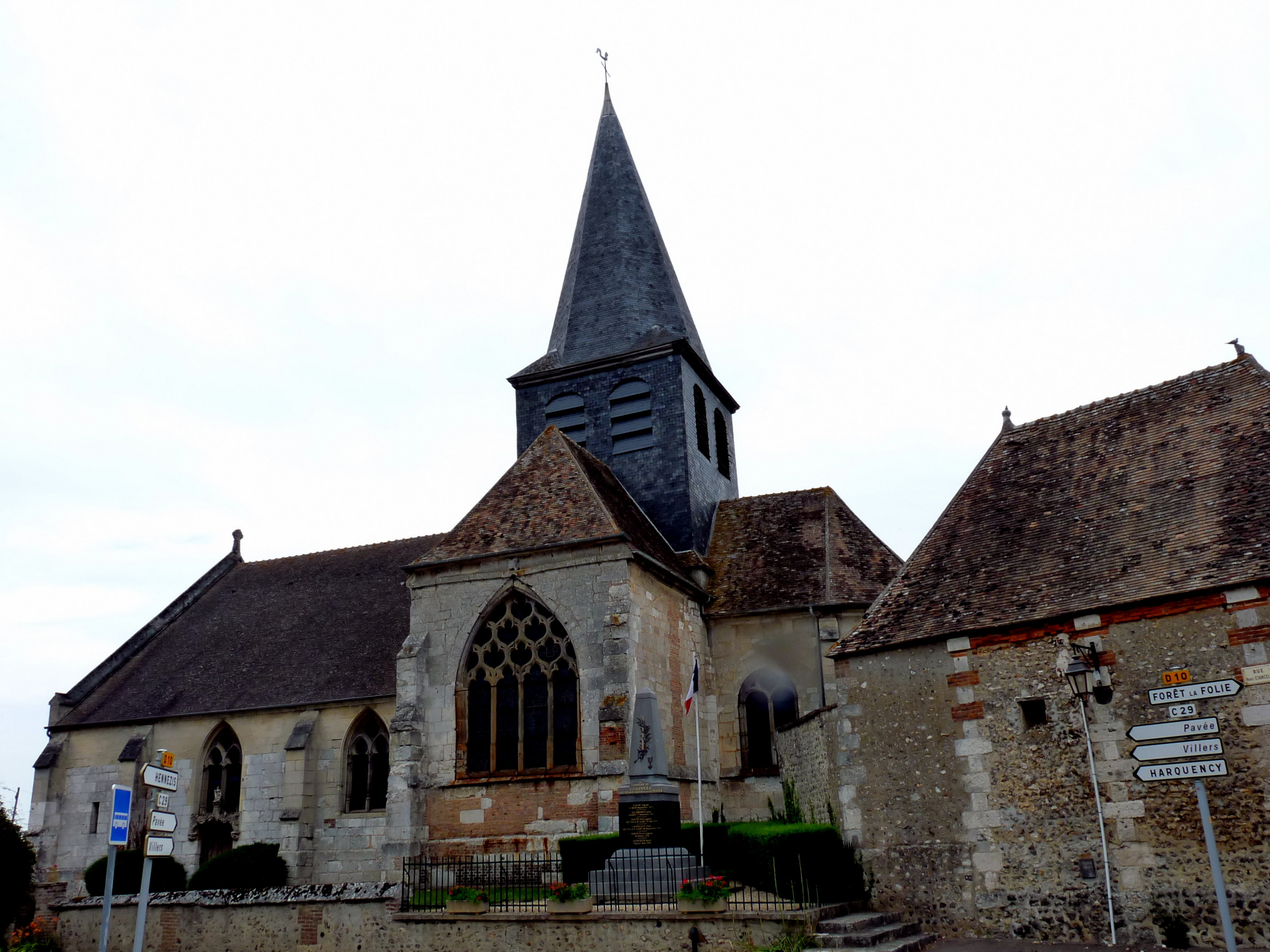
Kirche Saint-Denis
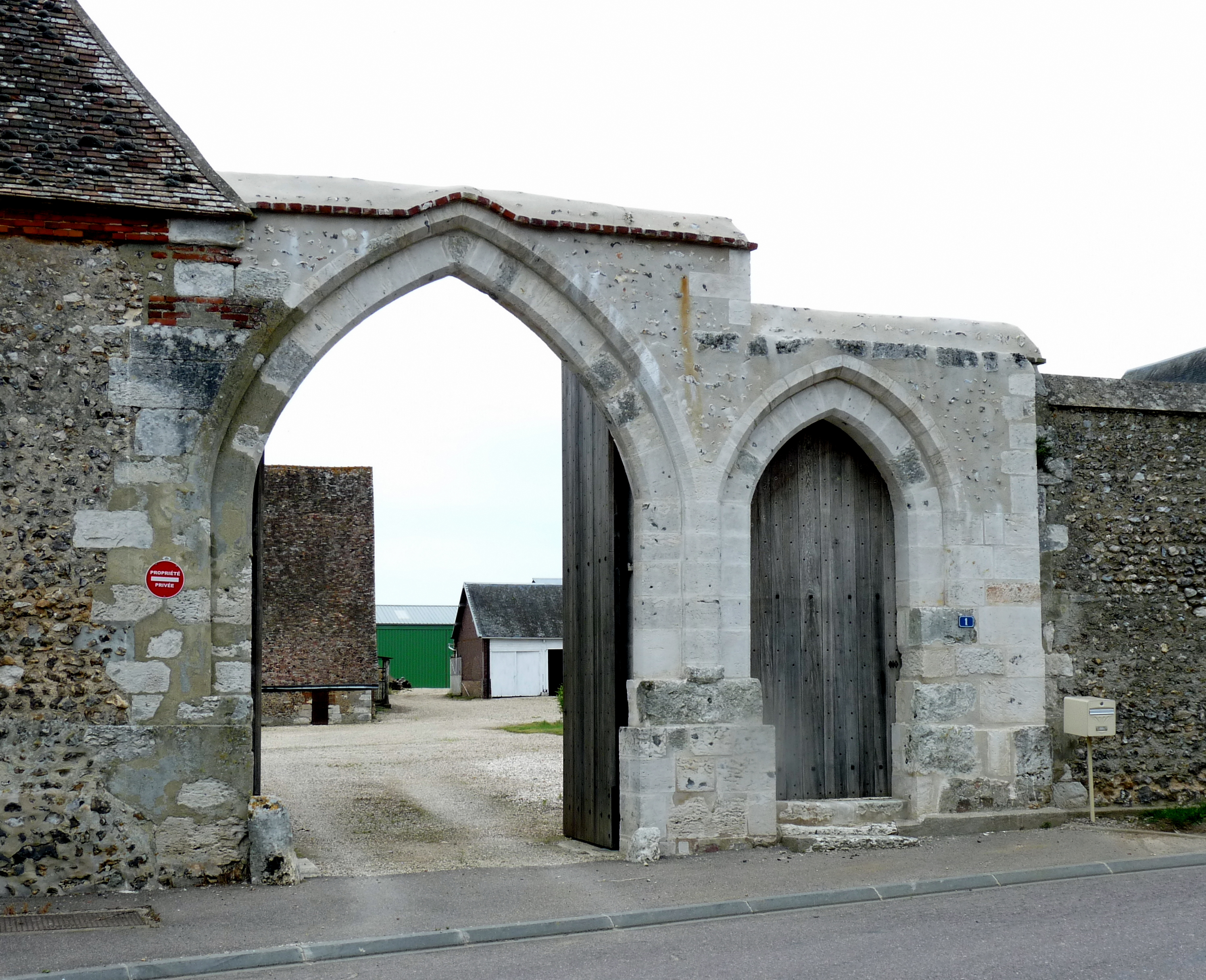
Portal des Herrenhauses